# Phlomideae
Tribu
Les Phlomideae sont une tribu de plantes à fleurs de la famille des Lamiaceae et de la sous-famille des Lamioideae.
La tribu contient les deux genres Phlomis et Phlomoides. Le genre type est Phlomis L.

## Publication originale
- (en) Scheen A.-C., Bendiksby M., Ryding P.O., Mathiesen C., Albert V.A. & Lindqvist C., 2010. Molecular phylogenetics, character evolution, and suprageneric classification of Lamioideae (Lamiaceae). Annals of the Missouri Botanical Garden 97(2): 191–217, DOI 10.3417/2007174.